# Liam Manning
Liam Manning (Norwich, Inglaterra, 20 de agosto de 1985) es un exjugador y entrenador de fútbol inglés. Actualmente dirige al Norwich City F. C.

## Carrera como jugador
Manning jugó para la academia de su equipo local Norwich City antes de unirse al Ipswich Town en 2002, donde pasó un año como profesional antes de ser liberado en 2005. Después de su salida de Ipswich, Manning pasó a la fuera de la liga, jugando para Bishop's Stortford, Long Melford y Leiston, antes de disfrutar de una breve etapa jugando en Islandia con Selfoss.
A su regreso de Islandia, Manning volvió a fichar por el Leiston, jugando en el club entre 2006 y 2008.Más tarde, regresó al Woodbridge, seguido de temporadas con Wroxham, Melton St. Audrey e Ipswich Wanderers, antes de retirarse del fútbol para concentrarse en entrenar.

## Carrera como entrenador

### Inicios
Manning trabajó como entrenador de la academia del Ipswich Town, antes de unirse al West Ham United en 2015 como entrenador del equipo sub-23.
En 2019 se fue para unirse al City Football Group, inicialmente como director de entrenamiento del New York City FC de la Major League Soccer antes de ascender al puesto de director de la academia.

### Lommel SK
En julio de 2020 Manning fue nombrado entrenador del Lommel SK de la Challenger Pro League, donde llevó al equipo que anteriormente estaba al final de la tabla a un tercer puesto al final de la temporada 2020-21.

### Milton Keynes Dons
El 13 de agosto de 2021, Manning se unió al Milton Keynes Dons de la EFL League One.Al final de su primera temporada, logró llevar al club al tercer puesto con 89 puntos y a la clasificación para los play-offs, habiéndose perdido el ascenso automático por un solo punto.Sin embargo, no logró el ascenso a través de los play-offs, tras perder ante el Wycome Wanderers en las semifinales.
Tras un pésimo comienzo de temporada, que encontró a su equipo en la zona de descenso, Manning fue despedido el 11 de diciembre de 2022 después de haber acumulado solo quince puntos en veinte partidos.

### Oxford United
El 11 de marzo de 2023, Manning fue nombrado como entrenador del Oxford United de la EFL League One.En la temporada 2023-24, tras lograr cuatro victorias en cinco partidos, fue nombrado Entrenador del Mes.En noviembre de 2023, decidió dejar su cargo a pesar de que el equipo se ubica en la segunda posición de la Liga.

### Bristol City
El 7 de noviembre de 2023, fue oficializado como entrenador del Bristol City y firmó un contrato hasta el 2027. Durante su segunda temporada a cargo, el club alcanzó las semifinales de los play-offs por el ascenso a la Premier League, aunque terminaron cayeron ante el Sheffield United.

### Norwich City
El 3 de junio de 2025, asumió al frente del Norwich City con un contrato por cuatro temporadas.

## Clubes

### Como jugador
| Club               | País       | Año       |
| ------------------ | ---------- | --------- |
| Ipswich Town       | Inglaterra | 2004-2005 |
| Bishop's Stortford | Inglaterra | 2005      |
| Long Melford       | Inglaterra | 2005      |
| Leiston F.C.       | Inglaterra | 2005      |
| Woodbridge Town    | Inglaterra | 2005      |
| Selfoss            | Islandia   | 2005-2006 |
| Leiston F.C.       | Inglaterra | 2006-2008 |
| Woodbridge Town    | Inglaterra | 2008      |
| Wroxham            | Inglaterra | 2008      |
| Melton St. Audrey  | Inglaterra | 2008-2009 |
| Ipswich Wanderers  | Inglaterra | 2010      |

### Como entrenador
| Club               | País       | Año           |
| ------------------ | ---------- | ------------- |
| Lommel SK          | Bélgica    | 2020-2021     |
| Milton Keynes Dons | Inglaterra | 2021-2022     |
| Oxford United      | Inglaterra | 2023          |
| Bristol City       | Inglaterra | 2023-2025     |
| Norwich City       | Inglaterra | 2025-presente |